# Canton de Vergt
Le canton de Vergt est une ancienne division administrative française située dans le département de la Dordogne, en région Aquitaine.
Avec le redécoupage cantonal de 2014, Vergt est devenu le bureau centralisateur du nouveau canton du Périgord Central.

## Historique
Le canton de Vergt, qui a pris un temps le nom de « canton de Saint-Jean-de-Vergt », est l'un des cantons de la Dordogne créés en 1790, en même temps que les autres cantons français. Il a d'abord été rattaché au district de Perigueux avant de faire partie de l'arrondissement de Périgueux.

### Redécoupage cantonal de 2014-2015
Par décret du 21 février 2014, le nombre de cantons du département est divisé par deux, avec mise en application aux élections départementales de mars 2015. Le canton de Vergt est supprimé à cette occasion. Ses seize communes sont alors rattachées au canton du Périgord central dont le bureau centralisateur reste fixé à Vergt.

## Géographie
Ce canton était organisé autour de Vergt dans l'arrondissement de Périgueux. Son altitude variait de 90 m (Fouleix) à 266 m (Lacropte) pour une altitude moyenne de 183 m.

## Représentation

### Conseillers généraux de 1833 à 2015
| Période | Période           | Identité                          | Étiquette        | Qualité                                                                                             |
| ------- | ----------------- | --------------------------------- | ---------------- | --------------------------------------------------------------------------------------------------- |
| 1833    | 1852              | Raymond Fabre                     |                  | Avocat, juge de paix du canton de Vergt                                                             |
| 1852    | 1871              | Philibert du Rieu de Marsaguet    |                  | Maire de Vergt                                                                                      |
| 1871    | 1898              | Émile Marty                       | Républicain      | Propriétaire et notaire, maire de Vergt (1874-1882)                                                 |
| 1898    | 1924 (annulation) | Marie Antoine de Brou de Laurière | Républicain Rad. | Médecin à Périgueux Maire de Cendrieux                                                              |
| 1924    | 1940              | Charles Pestré                    | Rad.             | Greffier de la justice de paix Maire de Vergt                                                       |
|         |                   |                                   |                  | |
| 1945    | 1949              | Charles Pestré                    | Rad.-RGR         | Maire de Vergt                                                                                      |
| 1949    | 1985              | René Lavergne                     | SFIO puis PS     | Agriculteur Conseiller municipal (1935-1945) puis maire (1945-1973) de Lacropte Conseiller régional |
| 1985    | 1992              | André Moulinier                   | UDF              | Médecin Maire de Vergt                                                                              |
| 1992    | 2015              | Jean-Pierre Saint-Amand           | PS               | Chef technique des services vétérinaires Maire de Lacropte (1989-2014)                              |

### Conseillers d'arrondissement (de 1833 à 1940)
| Période                                  | Période      | Identité                    | Étiquette              | Qualité |
| ---------------------------------------- | ------------ | --------------------------- | ---------------------- | --- |
| Les données manquantes sont à compléter. |              |                             |                        | |
| 1833                                     | 1848         | M. Labat                    |                        | Maire de Vergt                                                                                              |
|                                          |              |                             |                        | |
| 1855                                     | 1871         | M. Brachet                  |                        | Propriétaire                                                                                                |
| 1871                                     | 1877         | Octave Pradier              |                        | Propriétaire à Saint-Paul-de-Serre                                                                          |
| 1877                                     | 1889         | E. Bibié                    | Conservateur           | Notaire à Saint-Mayme                                                                                       |
| 1889                                     | 1897 (décès) | Paul de Laurière            | Opportuniste           | Maire de Cendrieux, président du Conseil d'arrondissement                                                   |
| 1897                                     | 1913         | Fernand Jeammet             | Républicain            | Maire de Breuilh                                                                                            |
| 1913                                     | 1925         | Victor-Albert Combefreyroux |                        | Propriétaire à Cendrieux, suppléant de la justice de paix                                                   |
| 1925                                     | 1937         | Justin Serre                | Cartel des Gauches PRS | Propriétaire, conseiller municipal de Vergt, président du Conseil d'arrondissement                          |
| 1937                                     | 1940         | M. Virol                    | Radical                | |
| 1940                                     |              |                             |                        | Les conseils d'arrondissement ont été suspendus par la loi du 12 octobre 1940 et n'ont jamais été réactivés |

Sources : "Annuaires et calendriers 1789-1842 " sur le site des archives départementales de la Dordogne. https://archives.dordogne.fr/r/72/fonds-imprimes/annuaires-et-calendriers?arko_default_6076b1c79b335--ficheFocus=

## Jumelage
En 1996, un jumelage a été initié entre le canton de Vergt et la commune et Saint-Jacques de Montcalm au Québec.

## Composition
Le canton de Vergt regroupait seize communes et comptait 6 323 habitants (population municipale) au 1er janvier 2011.
| Communes                  | Population (2012) | Code postal | Code Insee |
| ------------------------- | ----------------- | ----------- | ---------- |
| Bourrou                   | 137               | 24110       | 24061      |
| Breuilh                   | 249               | 24380       | 24065      |
| Cendrieux                 | 574               | 24380       | 24092      |
| Chalagnac                 | 398               | 24380       | 24094      |
| Creyssensac-et-Pissot     | 241               | 24380       | 24146      |
| Église-Neuve-de-Vergt     | 453               | 24380       | 24160      |
| Fouleix                   | 224               | 24380       | 24190      |
| Grun-Bordas               | 202               | 24380       | 24208      |
| Lacropte                  | 642               | 24380       | 24220      |
| Saint-Amand-de-Vergt      | 226               | 24380       | 24365      |
| Saint-Maime-de-Péreyrol   | 274               | 24380       | 24459      |
| Saint-Michel-de-Villadeix | 308               | 24380       | 24468      |
| Saint-Paul-de-Serre       | 260               | 24380       | 24480      |
| Salon                     | 250               | 24380       | 24518      |
| Vergt                     | 1 637             | 24380       | 24571      |
| Veyrines-de-Vergt         | 248               | 24380       | 24576      |

## Démographie
| 1962  | 1968  | 1975  | 1982  | 1990  | 1999  | 2006  | 2011  | 2012  |
| ----- | ----- | ----- | ----- | ----- | ----- | ----- | ----- | ----- |
| 5 202 | 5 106 | 4 933 | 5 025 | 5 249 | 5 648 | 5 957 | 6 323 | 6 416 |